# Віталіюс Каваляускас
Віталіюс Каваляускас (лит. Vitalijus Kavaliauskas; нар. 2 липня 1983) — литовський футболіст, виступав на позиції нападника. Виступав за національну збірну Литви.

## Клубна кар'єра
Тривалий період часу грав за «Екранас», взяв участь у 269 матчах та відзначився 79-ма голами. 2009 рік провів у мікашевицькому «Граніті». З 2011 до 2012 року виступав за латиський «Металургс». 8 березня 2012 року повернувся до «Екранасу», з яким підписав 2-річний контракт. Сезон 2015 року розпочав в «Утенісі», зіграв 7 матчів після чого домовився про розірвання угоди за згодою сторін. З 2015 по 2016 рік виступав за «Локомотівас» (Радвілішкіс).

## Кар'єра в збірній
У футболці національної збірної Литви дебютував 9 лютого 2002 року в поєдинку проти збірної Молдови.

### Голи за збірну
| #  | Дата              | Місце                                      | Суперник | Рахунок | Результат | Турнір           |
| -- | ----------------- | ------------------------------------------ | -------- | ------- | --------- | ---------------- |
| 1. | 15 листопада 2006 | Гібернінанс Граунд, Паола                  | Мальта   | 1-4     | 1-4       | Товариський матч |
| 2. | 22 листопада 2008 | Курессааре, Курессааре                     | Естонія  | 1-1     | 1-1       | Турнір в Естонії |
| 3. | 11 лютого 2009    | Естадіо Мунісипаль де Албуфейра, Албуфейра | Андорра  | 1-3     | 1-3       | Товариський матч |

## Досягнення
- А-ліга Литви
  -  Чемпіон (4): 2005, 2008, 2009, 2012

- Балтійський кубок
  -  Володар (1): 2010